# 贝特尼库尔
贝特尼库尔（法語：Berthenicourt，法語發音：[bɛʁtənikuʁ]）是法国上法蘭西大區埃纳省的一个市镇，属于圣康坦区。

## 地理
贝特尼库尔（49°46'18"N, 3°22'53"E）面积3.07 平方千米，位于法国上法蘭西大區埃纳省，该省份为法国北部内陆省份，北起北部省，西接索姆省和瓦兹省，东临阿登省和马恩省，西南至塞纳-马恩省，东北部与比利时接壤。
与贝特尼库尔接壤的市镇（或旧市镇、城区）包括：阿兰库尔、伊唐库尔、瓦兹河畔梅济耶尔、塞里莱梅济耶尔、于尔维莱尔。

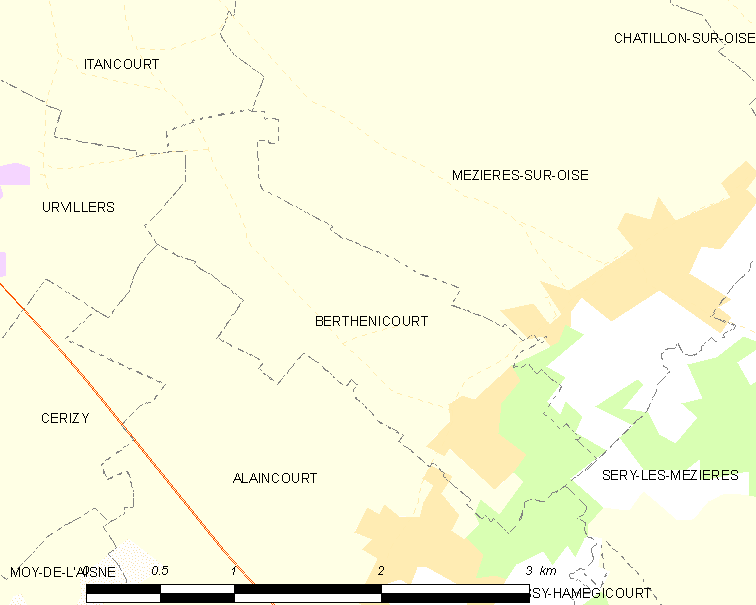
贝特尼库尔的OSM定位图

贝特尼库尔的时区为UTC+01:00、UTC+02:00（夏令时）。

## 行政
贝特尼库尔的邮政编码为02240，INSEE市镇编码为02075。

## 政治
贝特尼库尔所属的省级选区为里布蒙县。

## 人口

1962-2008年间贝特尼库尔人口变化图示

贝特尼库尔于2022年1月1日时的人口数量为198人。